# Wawrzyszów (Słowacja)
Wawrzyszów (Wawrzyszowo, słow. Vavrišovo, węg. Vavrisó) – słowacka wieś (obec) nad rzeką Biała Liptowska, położona 18 km na wschód od Liptowskiego Mikułasza, na Liptowie, w kraju żylińskim, w powiecie Liptowski Mikułasz.

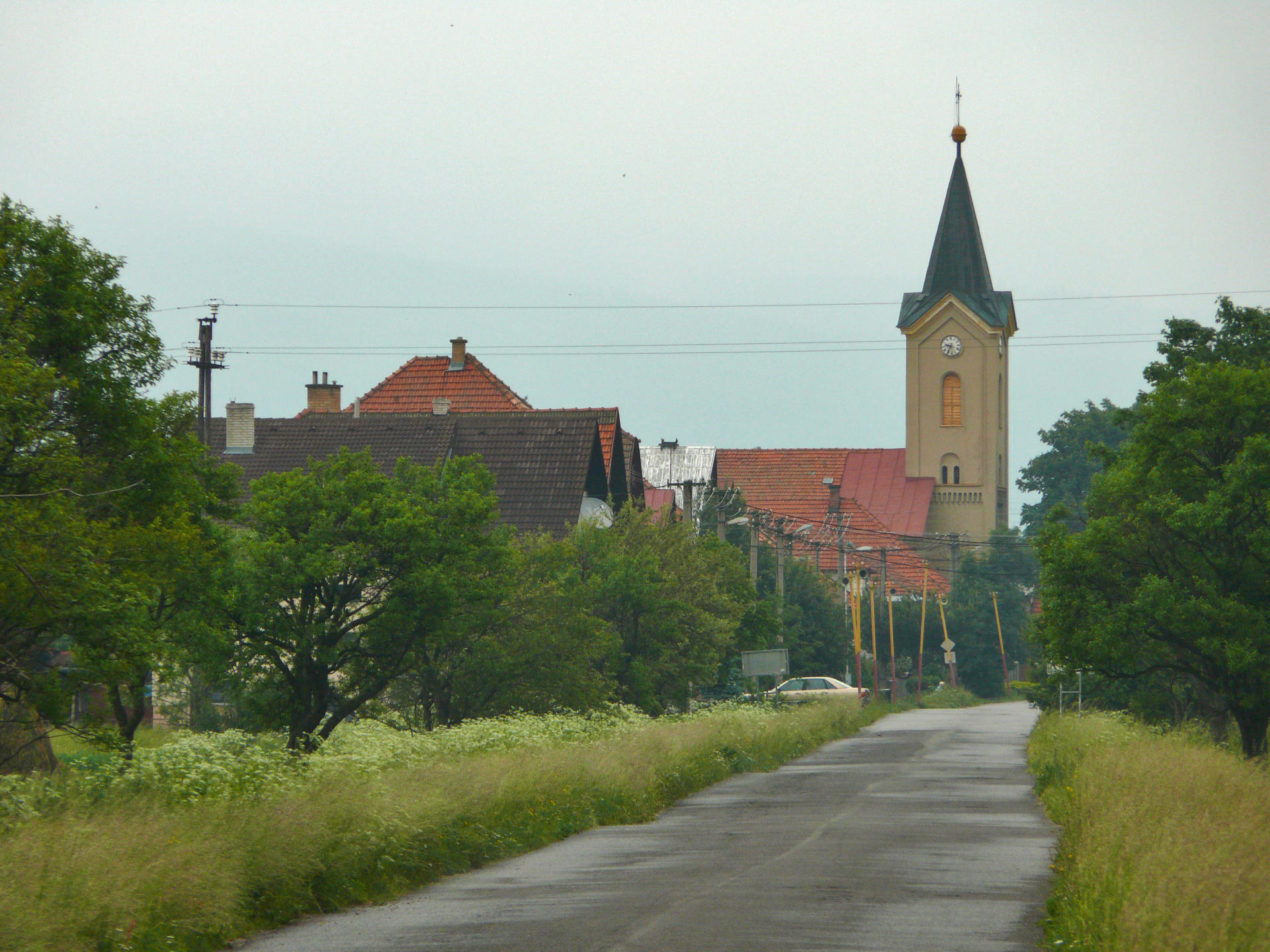
Słowacki Wawrzyszów

Jest to niewielka ulicówka, wzmiankowana już w 1286 r. Doszczętnie spalona (podobnie jak Przybylina i Jamnik) została w roku 1709 po rozegranej na pobliskiej Równi Švihrovej krwawej bitwie kuruców Franciszka II Rakoczego z wojskami habsburskimi (4–9 lipca 1709 r.) w czasie powstania antyhabsburskiego. Idąca za wojną zaraza pozbawiła wówczas życia około 20 000 ludzi. We wsi położone są pozostałości okopów z tamtych czasów. W Wawrzyszowie znajdują się dwa kościoły z lat 1884 i 1888. W pobliżu Wawrzyszowa nad rzeką Białą Liptowską zlokalizowane jest duże pole kempingowe, obliczone na około 400 osób.